# Butanol
Denumirea de butanol se referă la patru compuși organici, aparținând clasei alcoolilor, cu formula C4H9OH. 
|           |             |            |              |
| n-butanol | sec-butanol | izobutanol | terț-butanol |

|  | Această pagină listează articolele despre compuși chimici care au asociată aceeași denumire. |